# Venă frenică superioară
Vena frenică superioară, vena care însoțește artera pericardiacofrenică, se deschide de obicei în vena azygos. 